# Aleksander Bronisław Ciechański
Aleksander Bronisław Ciechański (ur. 30 stycznia 1927 w Poznaniu, zm. 3 lutego 2012 na Florydzie) – polski wiolonczelista, członek Kwintetu Warszawskiego.

## Życiorys
Aleksander Bronisław Ciechański pochodził ze znanej muzycznej rodziny (ojciec Adam Bronisław Ciechański był wybitnym kontrabasistą-wirtuozem). W wieku lat sześciu zaczął naukę gry na wiolonczeli w Państwowym Konserwatorium Muzycznym w Poznaniu w klasie prof. Dezyderiusza Danczowskiego. Od 1945 roku kontynuował studia w Państwowej Wyższej Szkole Muzycznej (obecnie Akademii Muzycznej) w Krakowie w klasie prof. Józefa Mikulskiego, kończąc je dyplomem z wyróżnieniem. Pod koniec studiów został członkiem Orkiestry Polskiego Radia w Krakowie pod dyrekcją Jerzego Gerta, a następnie Filharmonii Poznańskiej. W latach 1963–1967 zajmował stanowisko koncertmistrza wiolonczel w Filharmonii Narodowej w Warszawie oraz wykładowcy w tamtejszej Akademii Muzycznej. Występował też jako solista z orkiestrami symfonicznymi i radiowymi, nagrywał dla radia, telewizji i Polskich Nagrań. Prezentował prawykonania utworów współczesnych na festiwalach „Warszawska Jesień”.
W latach 1958–1967 był członkiem „Tria Chopina”, „Kwartetu Wrońskiego” oraz założonego przez Władysława Szpilmana „Kwintetu Warszawskiego”, w skład którego wchodzili również Bronisław Gimpel, Tadeusz Wroński, Stefan Kamasa i Władysław Szpilman. Z Kwintetem koncertował i nagrywał w wielu krajach Europy, w Indiach, Japonii, Stanach Zjednoczonych, Meksyku i Kanadzie.
Od roku 1967 przebywał w Stanach Zjednoczonych, gdzie był członkiem St.Louis Symphony Orchestra i wykładowcą w Conservatory of Music oraz Washington University w St. Louis. Koncertował też w Chicago, Nowym Jorku, Orlando i Saint Louis, solo i jako kameralista.
Emeryturę spędził wraz z małżonką Marią Tunicką na Florydzie. Pochowany został na cmentarzu Junikowskim w Alei Zasłużonych (AZ-L-2).

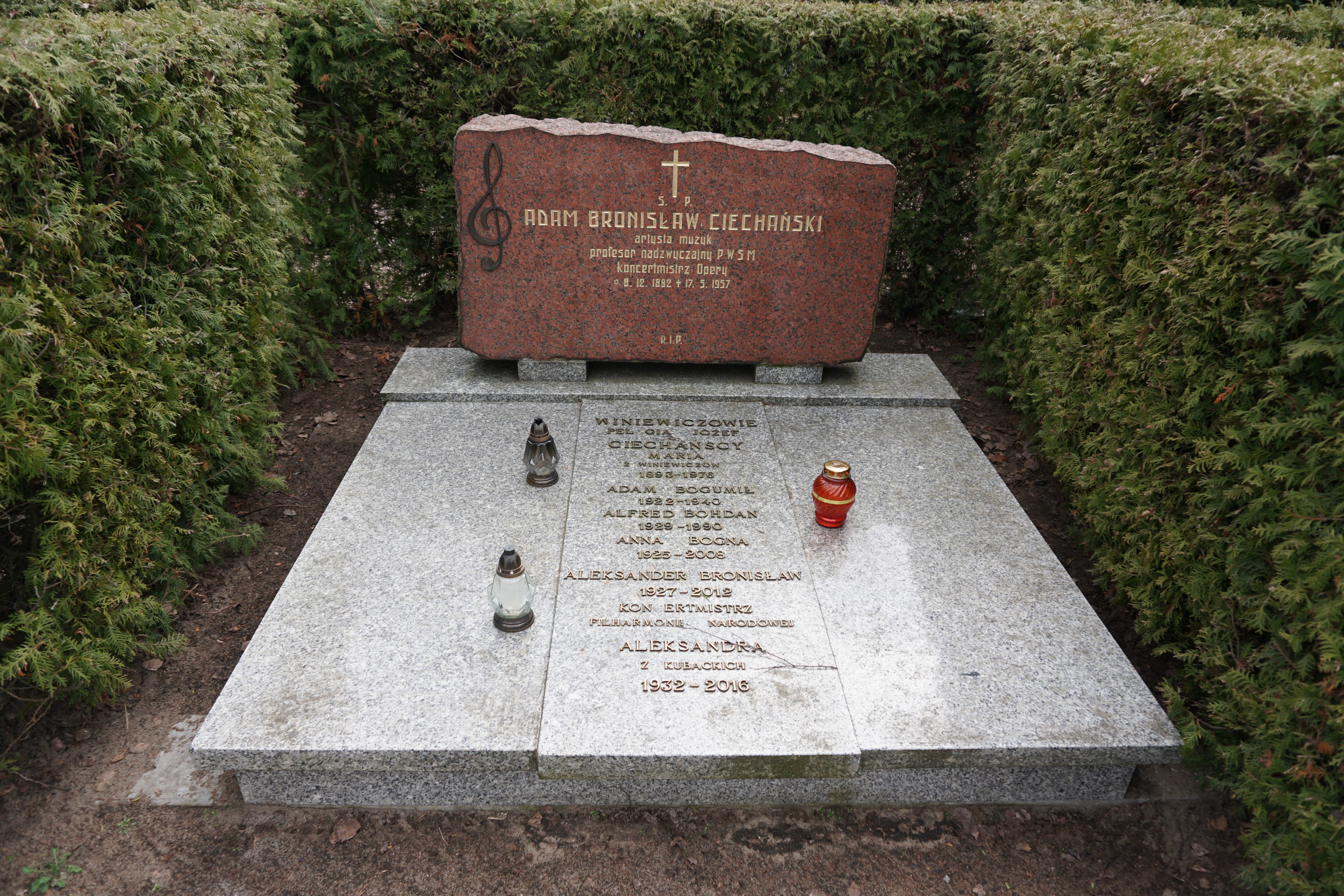
Grób Ciechańskich na Junikowie